# Сан-Клементе-де-Башту
Сан-Клементе-де-Башту (порт. São Clemente de Basto; МФА: [ˈsɐ̃w kɫɨ.ˈmẽ.tɨ dɨ ˈbaʃ.tu]) — парафія в Португалії, у муніципалітеті Селоріку-де-Башту. Розташована в північно-західній частині країни, на теренах історичної португальської провінції Дору-Міню. Входить до складу округу Брага. За адміністративним поділом, чинним до 1976 року, терени парафії були складовою провінції Міню. Належить до Бразької архідіоцезії Католицької церкви. Патрон — святий Клемент. Площа — 15,4106 км². Населення — 1524 ос. (2011). Слабо урбанізований регіон. Густота населення — 98,89 осіб/км²
. Код — 030520.

## Назва
- Башту (Сан-Клементе) (порт. Basto (São Clemente)) — офіційна назва.

## Населення
| Кількість мешканців | Кількість мешканців | Кількість мешканців | Кількість мешканців | Кількість мешканців | Кількість мешканців | Кількість мешканців | Кількість мешканців | Кількість мешканців | Кількість мешканців | Кількість мешканців | Кількість мешканців | Кількість мешканців | Кількість мешканців | Кількість мешканців |
| ------------------- | ------------------- | ------------------- | ------------------- | ------------------- | ------------------- | ------------------- | ------------------- | ------------------- | ------------------- | ------------------- | ------------------- | ------------------- | ------------------- | ------------------- |
| 1864                | 1878                | 1890                | 1900                | 1911                | 1920                | 1930                | 1940                | 1950                | 1960                | 1970                | 1981                | 1991                | 2001                | 2011                |
| 1 928               | 1 783               | 1 823               | 1 960               | 2 051               | 2 137               | 2 928               | 2 287               | 2 095               | 2 026               | 1 929               | 1 796               | 1 890               | 1 587               | 1 524               |